# 중독노래방
"중독노래방"은 2017년에 개봉한 대한민국의 영화이다.

## 캐스팅
- 이문식 : 성욱 역
- 배소은 : 하숙 역
- 김나미 : 나주 역
- 미스터 팡 : 점박이 역
- 동방우 : 족집게 역
- 정승길 : 파출소 직원 역
- 박선우 : 살인범 역
- 김욱 : 예비군 역
- 김시은 : 성욱아내 역
- 박예원 : 민지 역
- 이고은 : 진이 역
- 전상협 : 배달 역
- 오진아 : 20대커플여 역
- 박재영 : 20대커플남 역
- 김기령 : 30대커플여 역
- 최강철 : 30대커플남 역
- 김동균 : 낚시꾼 1 역
- 노승범 : 낚시꾼 2 역
- 홍주형 : 낚시꾼 3 역
- 이상욱 : 사이비여 1 역
- 우혜진 : 사이비여 2 역
- 이찬수 : 환불남 1 역
- 손성찬 : 환불남 2 역
- 영건 : 노총각 역
- 신지용 : 엄지남 역
- 홍석빈 : 소문남 역
- 주상치 : 몸짱남 역
- 권오수 : 진상남 역
- 김주한 : 손님 역
- 이관영 : 60대남 역
- 권성철 : 부동산사장 1 역
- 정세영 : 부동산사장 2 역
- 김한수 : 시비남 1 역
- 박세준 : 시비남 2 역
- 황규인 : 시비남 3 역
- 이동진 : 호프집웨이터 역